# 菊川滋
菊川 滋（きくかわ しげる）は、日本の官僚。国土交通省で大臣官房審議官、関東地方整備局長、技監を歴任した。熊本県菊池市出身。熊本県立菊池高等学校、京都大学工学部土木工学科卒業。2023年、瑞宝重光章受章。

## 経歴
- 1977年　京都大学大学院工学研究科修士課程修了し、建設省入省[4]。
- 1985年　カナダのウォータールー大学修士課程修了[4]。
- 1993年　国土交通省大臣官房技術調査室建設技術調整官[4]。
- 1996年　国土交通省道路局企画課道路計画調整官[4]。
- 1999年　国土交通省道路局道路経済調査室長[4]。
- 2001年　国土交通省道路局企画課道路経済調査室長[4]。
その後、国土交通省道路局高速国道課長、日本高速道路保有・債務返済機構企画部長、官房審議官（高速道路・有料道路）、関東地方整備局長を務める[5]。
- 2011年　国土交通省道路局長[4]。
- 2012年　技監に就任[4]。
- 2013年　技監を退任。後任に足立敏之が水管理･国土保全局長から昇任した。
- 2020年　瑞宝重光章受章[6]。

## 著書
- 『最新・アスファルト舗装技術―舗装学のすすめ・AからZまで』（達下文一、丸山暉彦、久保和幸、羽山高義共著）山海堂、1995年9月
- 『現場技術者のための道路維持管理ポケットブック』山海堂、1999年6月